# Římskokatolická farnost Čachrov
Římskokatolická farnost Čachrov je územním společenstvím římských katolíků v rámci sušicko-nepomuckého vikariátu českobudějovické diecéze. Farnost je spravovaná excurrendo z Velhartic a od roku 2020 k ní patří i území zrušené farnosti Javorná na Šumavě.

## O farnosti

### Historie
První zmínka o duchovní správě (plebánii) v Čachrově je z roku 1352 či 1362. Tehdy náležel Čachrov do dnes již neexistujícího klatovského děkanátu. V roce 1352 je poprvé připomínán farní kostel svatého Václava, který však pochází nejspíš z první čtvrtiny 14. století. Později byla na vrchu Hvězdník (824 m) postavená šibenice, nahrazená zaniklou kaplí svatého Prokopa, roku 1621 byla vedle Pavlova vrchu (762 m) postavená poutní kaple svatého Víta, později obklopená hřbitovem, zrušená a zbořená po josefínských reformách. Obdobný osud postihl i kapli svatého Jana Nepomuckého z roku 1719 u čachrovského zámku, při níž stála zvonice se třemi zvony. Matriční knihy byly vedeny od roku 1680, za faráře Antonína Topičovského (1761–1771) byla založena pamětní kniha farnosti Liber memorabilium počínající rokem 1620. Původní budova fary stála v místech dnešní farní zahrady, stávající fara byla vystavěna v roce 1856 a v letech 1989–1990 proběhla její rekonstrukce. V letech 1989–1990 v Čachrově působil jako farní administrátor pozdější biskup v Českých Budějovicích a následně arcibiskup pražský a kardinál, Miloslav Vlk. Od roku 1991 je farnost administrována ex currendo z Velhartic.

#### Přehled duchovních správců
Přehled známých duchovních správců:
- do 1592 P. Jeroným († 1592)
- 1592–1597 kněz podobojí
- od 1598 P. Jan Březnický
- od 1607 P. Jan Protivinský
- od 1612 P. Samuel Nečtinský
- 1622–1648 P. Jan Viktorin Klatovský
- 1649–1652 farnost neobsazena, správa excurrendo z Bešin
- 1653 P. Jiří Constantin, SJ
- františkán z plzeňského kláštera, administrátor
- P. Ferdinand Malík, administrátor
- 1655–1664 P. Václav Berger, administrátor
- 1664–1679 P. Jiří Vít z Klatov
- 1679–1690 farnost neobsazena
- 1690–1693 P. Ondřej Stella († 22. března 1693)
- 1693–1703 P. František Táborský z Nepomuka († 1703)
- 1703–1705 P. Franc de Lapiere, OP, administrátor
- od 1705 P. Vincenc Pernklo, OP, administrátor
- 1706 P. Jan Stros
- 1707–1712 P. Zachariáš Leopold Joannides
- 1712–1715 P. Jan Svoboda († 1715)
- od 1715 P. František Rauschmayer
- P. Vavřinec Jaklín
- 1736–1758 P. Ferdinand Gerl ze Stiegelhofu
- 1759–1761 P. Prokop Haner
- 1761–1771 P. Antonín Topičovský z Horažďovic
- 1771–1801 P. Josef Maxmilián Alois Giebitz z Dobřan († 1801)
- 1801–1809 P. Josef Miller
- 1809–1851 P. Antonín Haas
- 1851–1860 P. Ondřej Krammer
- 1860–1889 P. Jan Matějček
- 1889–1905 P. František Blahovec
- 1905–1906 P. Jelínek ze Strážova, administrátor
- 1906–1933 P. Václav Tureček
- Ferdinand Kalivoda ze Strážova, administrátor
- Jindřich Senft, administrátor
- František Bouchal, administrátor
- Vojtěch Kohout, administrátor
- 1938–1952 P. Josef Zahrádka († 1952)
- 1952–1966 R. D. ThDr. Josef Baťka
- 1966–1988 R. D. Ladislav Maleček
- 1989–1990 R. D. Miloslav Vlk, administrátor
- 1990–1991 R. D. Jaroslav Lilák, administrátor
- 1991–2010 R. D. Zdislav Pešat, excurrendo z Velhartic
- 2010–2019 R. D. Vendelín Zboroň, excurrendo z Velhartic
- 2019 (leden–květen) R.D. Marek Antoni Donnerstag, ThD., excurrendo ze Sušice
- od 1. června 2019 R. D. Konrad Robert Paruszewski, excurrendo z Velhartic

### Současnost
Ve farním kostele svatého Václava jsou pravidelné bohoslužby, fara je využívána pro rekreační účely.
| Fotografie | Kostel                 | Místo   | Bohoslužba             | Bohoslužba              | Poznámka                                                       |
| ---------- | ---------------------- | ------- | ---------------------- | ----------------------- | -------------------------------------------------------------- |
|            | Kostel svatého Václava | Čachrov | neděle středa          | 11.00 19.00 (letní čas) | farní kostel                                                   |
|            | Kostel svaté Anny      | Javorná | neslouží se pravidelně | neslouží se pravidelně  | filiální kostel bývalý farní kostel farnosti Javorná na Šumavě |

## Galerie

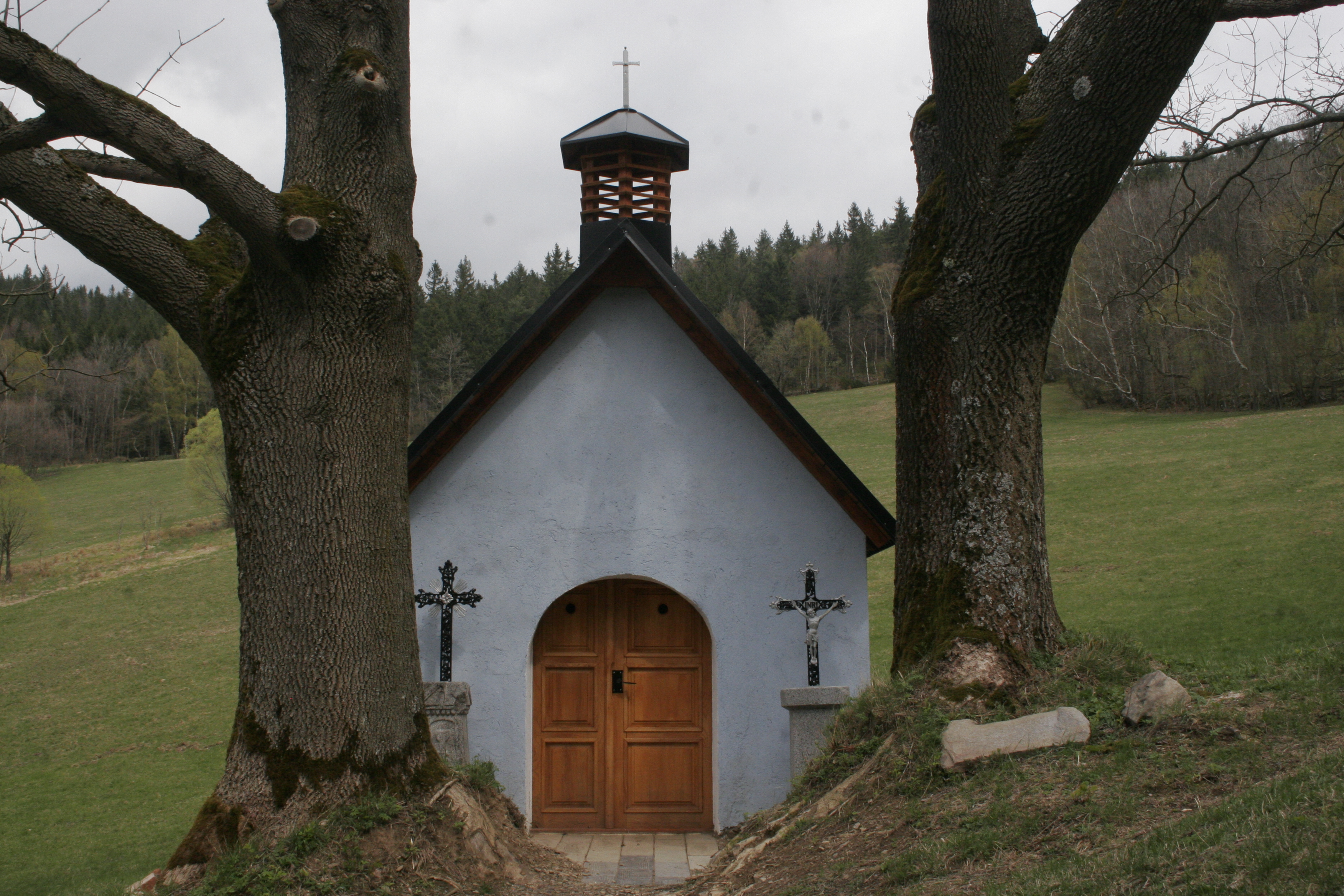
Kaple Panny Marie v Pasekách
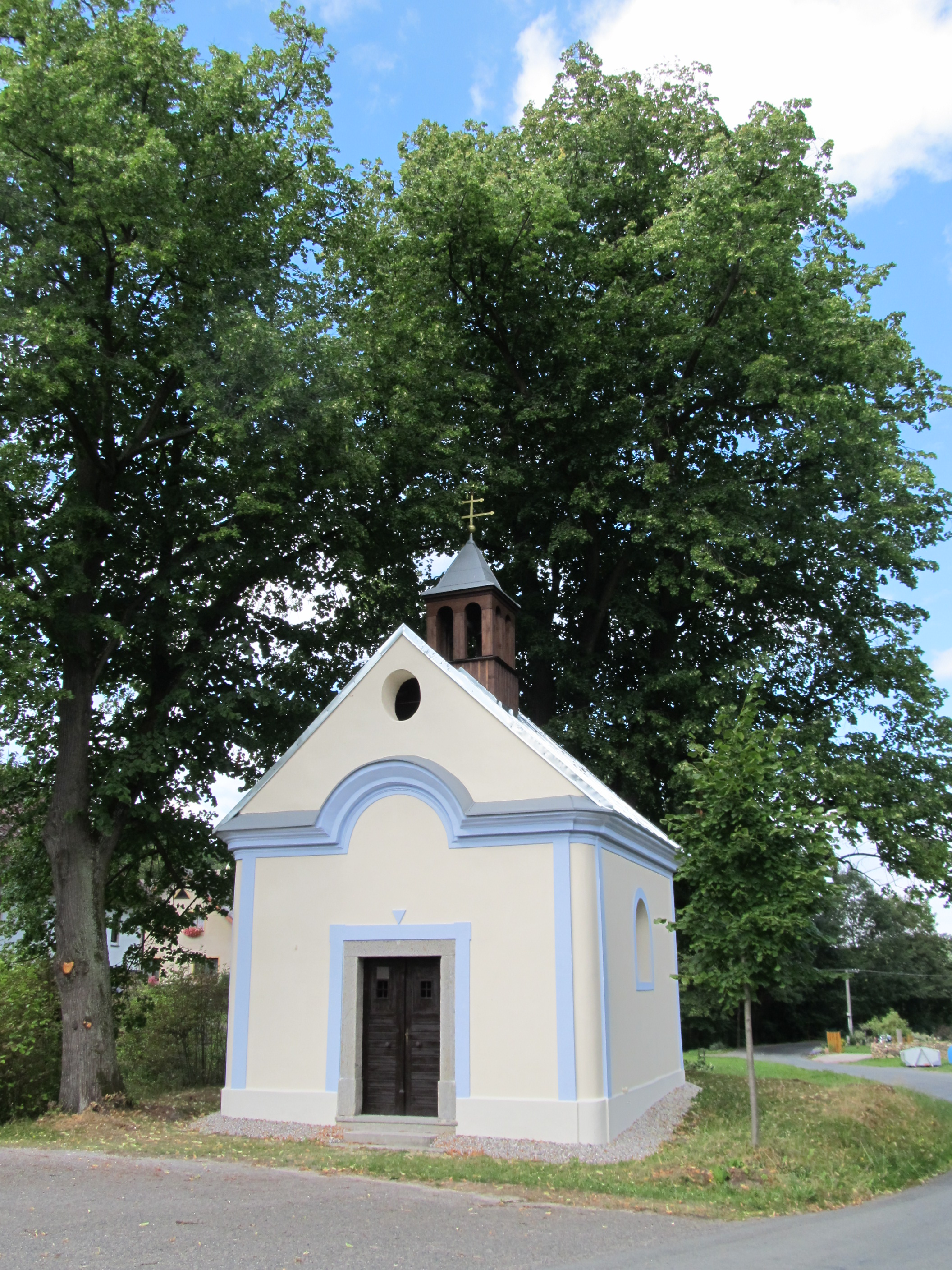
Kaple v Březí
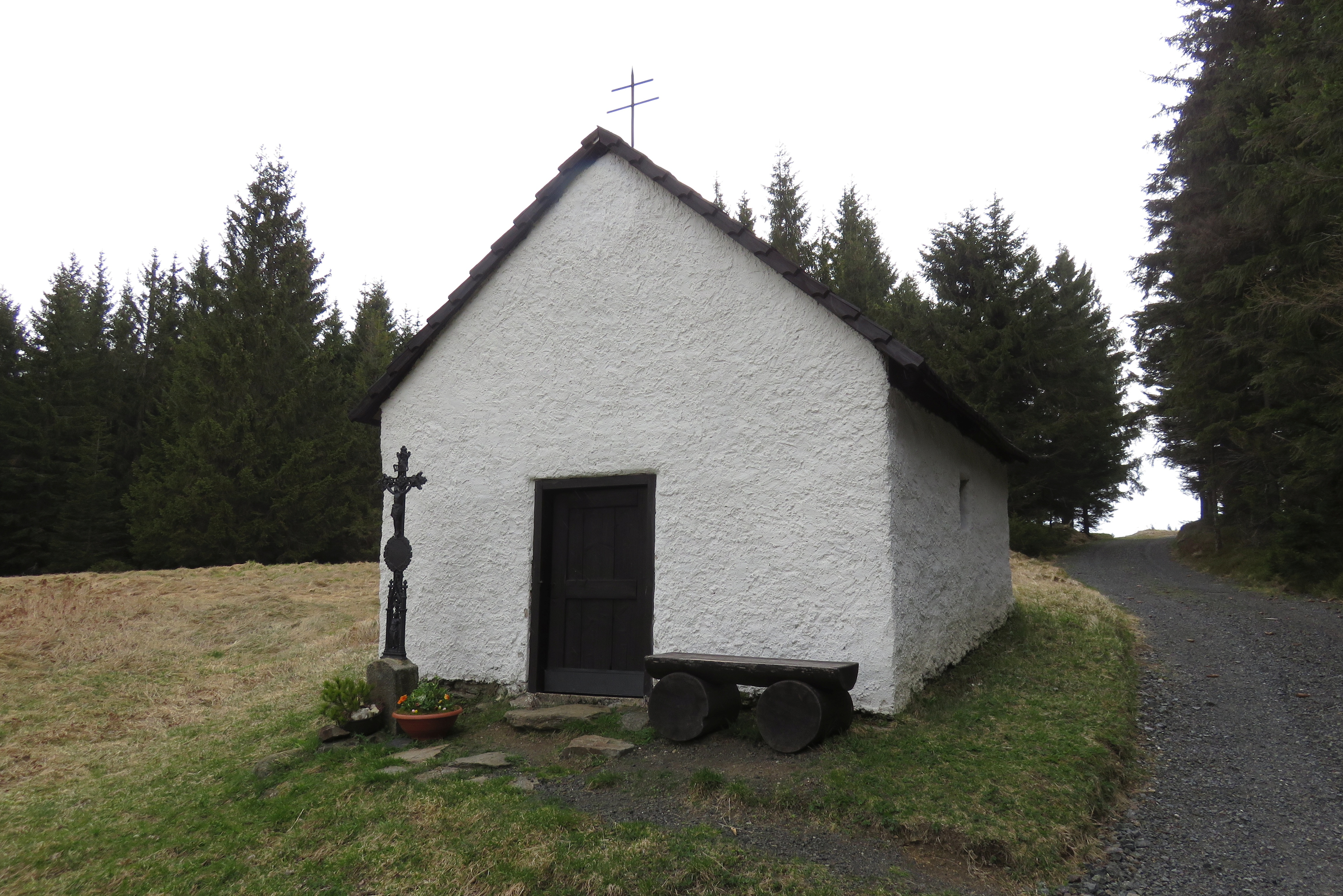
Mariánská kaple v Suchých Studánkách